# 跋伽
跋伽，梵文中意為「神」或「守護神」，亦具有「財富」及「繁榮」之意。這個詞的同根見於古波斯語，即，都是「神」的意思。還有說法是斯拉夫語的神的名詞──бог（西里爾字母）及英語的god亦源於跋伽。吠陀時代的跋伽是阿底提耶众神之一，司財富與婚姻。梨俱吠陀中記載他將善意與命運分配給人類的監督者。濕婆創造的一個偉大武士毗羅跋陀羅（雄賢，Virabhadra）曾將跋伽刺盲。Bhaga一詞在印度語中衍生出「Bhagaban」和「Bhagya」，分別表示神與命運。